# Alto Biobío
Pour les articles homonymes, voir Alto Biobío.
Alto Biobío est une commune du Chili de la Province de Biobío, elle-même située dans la Région du Biobío.

## Géographie

### Situation
Le territoire de la commune de Alto Biobío se situe dans la Cordillière des Andes et est délimitée à l'ouest par le rio Biobio et à l'est par la frontière avec l'Argentine. Le territoire est recouvert par des montagnes culminant à 2 000/3 000 mètres. La commune est située à 516 kilomètres à vol d'oiseau au sud-sud-ouest de la capitale Santiago et à 113 kilomètres à l'est-sud-est de Los Ángeles capitale de la Province de Biobío.

### Démographie
En 2012, la population de la commune s'élevait à 6 257 habitants. La superficie de la commune est de 2 125 km2 (densité de 3 hab./km2),.

## Histoire
Avant l'arrivée des Espagnols, le territoire de la commune est occupé par les Pehuenches qui restent fortement implantés sur le territoire de la commune. Les Espagnols créent dans la région une ligne de forts allant de Rucalhue à Santa Barbara via Villucura pour appuyer les missionnaires catholiques qui tentent de convertir les indigènes.
La commune a été créée en 2004 pas scission d'une partie du territoire de la commune de Santa Bárbara. Son chef-lieu est Ralco.
Le volcan Copahue est entré en éruption à plusieurs reprises ces dernières années entrainant l'évacuation temporaire des habitants de la région.

## Ressources naturelles

Position de Alto Biobío (en rouge) au sein de la Région du Biobío.

Le territoire de la commune comprend deux volcans actifs — Copahue et Callaqui — ainsi que la réserve nationale Ralco (12 421 hectares). A Ralco le musée pehuenche est consacré à cette communauté.

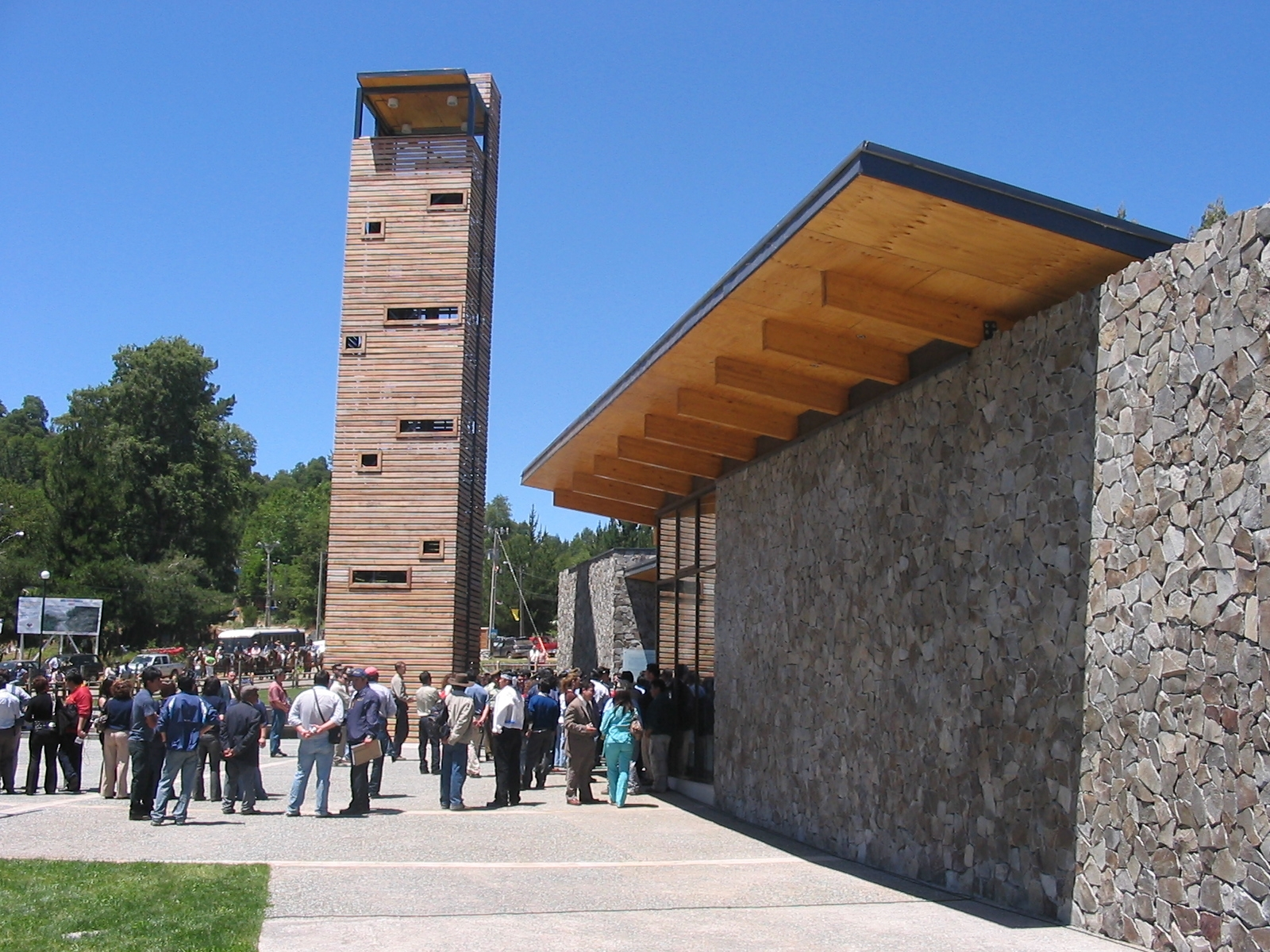
Musée pehuenche à Ralco.
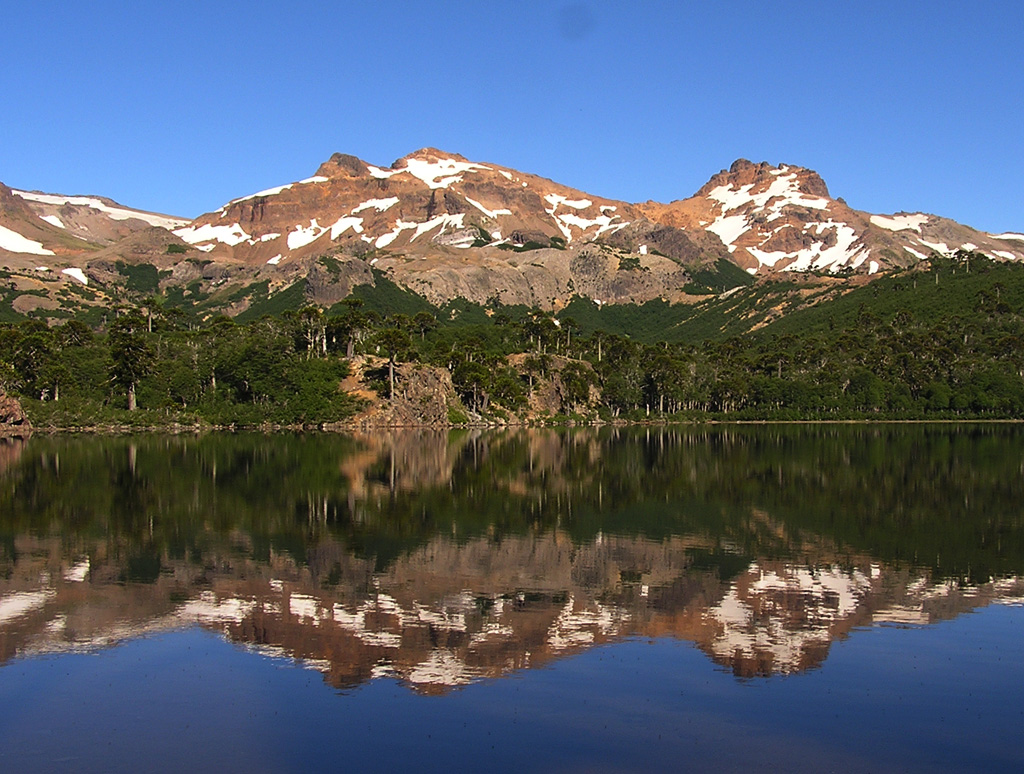
Lac de La Mula.
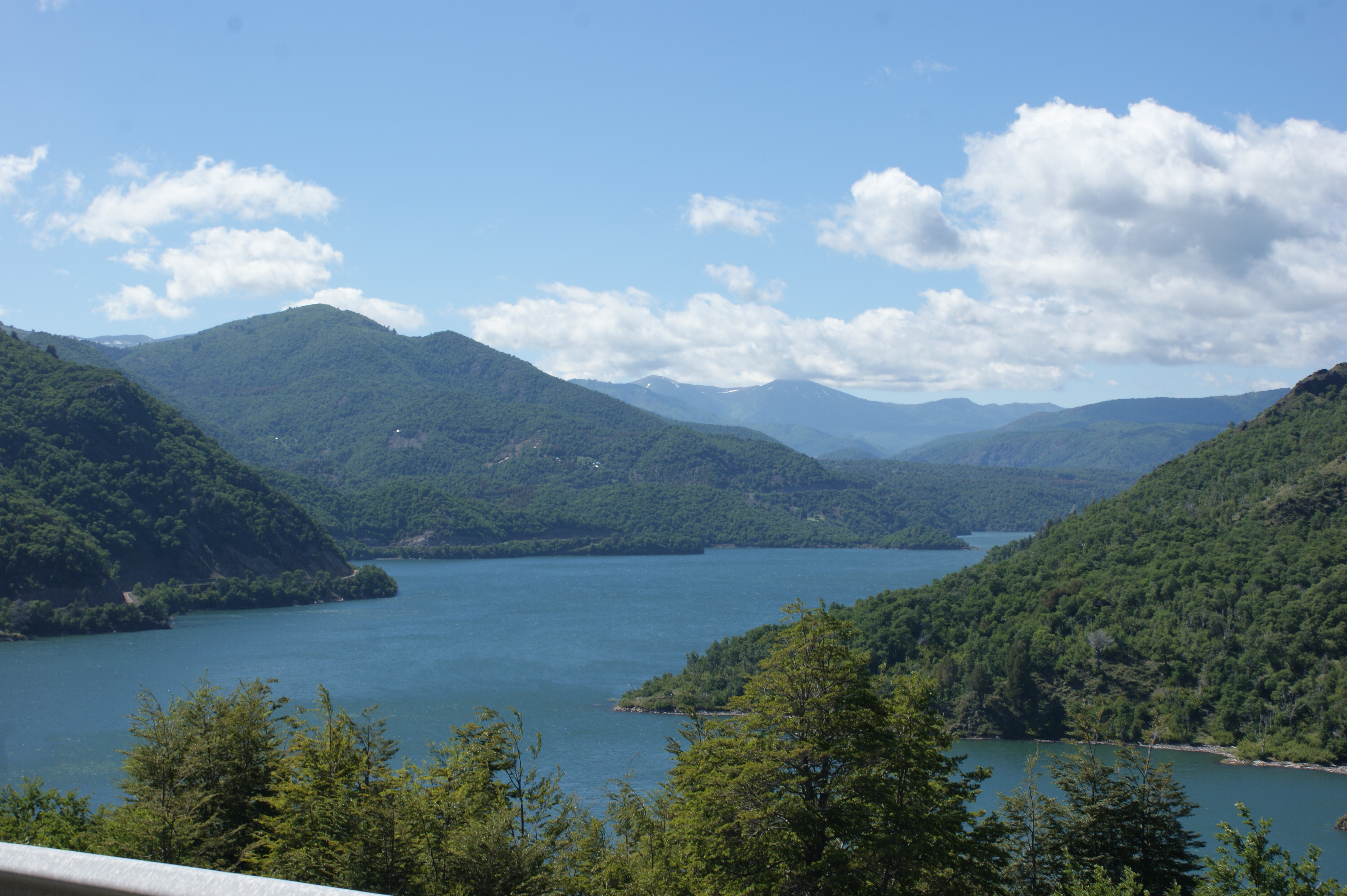
Lac Ralco.